# Oulad Said L'Oued
Oulad Said L'Oued (àrab أولاد سعيد الواد) és una comuna rural de la província de Béni Mellal de la regió de Béni Mellal-Khénifra. Segons el cens de 2014 tenia una població total de 14.351 persones.